# Cantó de Vailly-sur-Sauldre
El cantó de Vailly-sur-Sauldre és un cantó francès del departament del Cher, situat al districte de Bourges. Té 11 municipis i el cap és Vailly-sur-Sauldre.

## Municipis
- Assigny
- Barlieu
- Concressault
- Dampierre-en-Crot
- Jars
- Le Noyer
- Subligny
- Sury-ès-Bois
- Thou
- Vailly-sur-Sauldre
- Villegenon

## Història
| Data d'elecció                           | Identitat       | Partit        | Qualitat |
| ---------------------------------------- | --------------- | ------------- | -------- |
| 1945-1955                                | M. Cap          | radical       |          |
| 1955-1973                                | Michel Montaigu | Divers droite |          |
| 1973-1985                                | M. Doucet       | Divers Droite |          |
| 1985-                                    | Pierre Rabineau | Divers gauche |          |
| les dades anteriors no són pas conegudes |                 |               |          |
|                                          |                 |               |          |

## Demografia
| A partir de 1990: Població sense dobles comptes |